# Skontostadion
Skontostadion, på lettiska Skonto stadions, är en fotbollsstadion i Riga, färdigställd 2000.
Den utgör sedan 2016 hemmaplan för Riga FC och var fram till dess från sitt färdigställande detsamma för Skonto FC, till det att klubben upplöstes 2016. Lettlands herrlandslag har Skontostadion som hemmaplan. Den mest välbesökta fotbollsmatchen var när Lettland mötte Turkiet i playoff till EM 2004.
Alldeles intill ligger Skontohallen.